# Penthouse (revistă)
Penthouse este o revistă pentru bărbați, fondată de Bob Guccione, care combină articole despre viața reală cu pictoriale erotice. Cu toate că Guccione este american, revista a fost fondată în 1965 în Marea Britanie, dar din 1969 a fost vândută și în Statele Unite. La apogeul revistei, Guccione a fost considerat unul din cei mai bogați oameni din Statele Unite. A fost inclus în topul Forbes ai celor mai bogați oameni ai planetei (1982 - 400 milioane de dolari). 